# Alsóváradja
Alsóváradja (románul: Oarda) falu Romániában, Erdélyben, Fehér megyében.

## Fekvése
Gyulafehérvártól délre, a Maros bal partján fekvő település.

## Története
Alsóváradja avagy Váradja Árpád-kori település. Nevét már 1290-1295 között említették az oklevelek  Thomas f. Petri de Warda néven, az ide való Tamás fia Péter nevében.
1290 körül Várdai Tamás eladta Buzd felét Alvinci Herbordnak, majd 1291-ben Kutyfalvát is Kelneki Dánielnek. Tamástól juthatott Alvinci Herbord kezére Várda is tartozékaival, Damásföldével, ahol a Szent Háromságról elnevezett kőtemplom állt, kikötőjével, révhajójával együtt; mindezt Herbord özvegye 1300-ban az erdélyi káptalanra hagyta, azzal, hogy átvételkor a káptalan 50 M-t adózik kegyes célokra.
1331-ben a káptalan itteni révészei 24 személy között oszlottak meg.
1332-ben már egyházas helyként volt említve; neve ekkor szerepelt a pápai tizedjegyzékben is, mely szerint papja ekkor 40 dénár pápai tizedet fizetett.
1344-1350 és 1359-1368 között neve Váradjai Péter erdélyi alvajdával kapcsolatban volt említve Waradia, Waradya formában.
1346-ban Járai-birtok volt, 1502-ben pedig Waraggya-n Kizdi Sándor János volt részbirtokosként említve, majd 1505-ben Péterfalvi Porkoláb Zsigmond, aki Waradya-i birtokrészét 50 Ft-ért eladta a káptalannak.
1517-ben Somkeréki Erdélyi János özvegyéé Petronelláé, aki Waraggya-i részbirtokát Somkeréki Erdélyi Mártonnak vallotta be.
1520-ban a Tótfalu feletti pálos remetekolostor lakói Waragya-i hagyatékos birtokrészüket 300
Ft-ért adták el a káptalannak.
A 16-17. században sókikötője és harmincadhivatala is említve volt.
1630-ban Varadgia I. Rákóczi György birtoka volt.
1635 utáni időkben magyar és szász lakosságát románok váltották fel.
1733-ban Varadya, 1760–1762 között Al(só) Váradja, 1808-ban Váradgya vel Váradja (Maros-alalsó-) h., Unter Wardein g., Várdá vel Várdá de dzsosz val, 1861-ben Alsó-Maros-Váradgya, 1888-ban Alsó-Marosváradja (Oarda din zsosz), 1913-ban Alsóváradja néven írták.

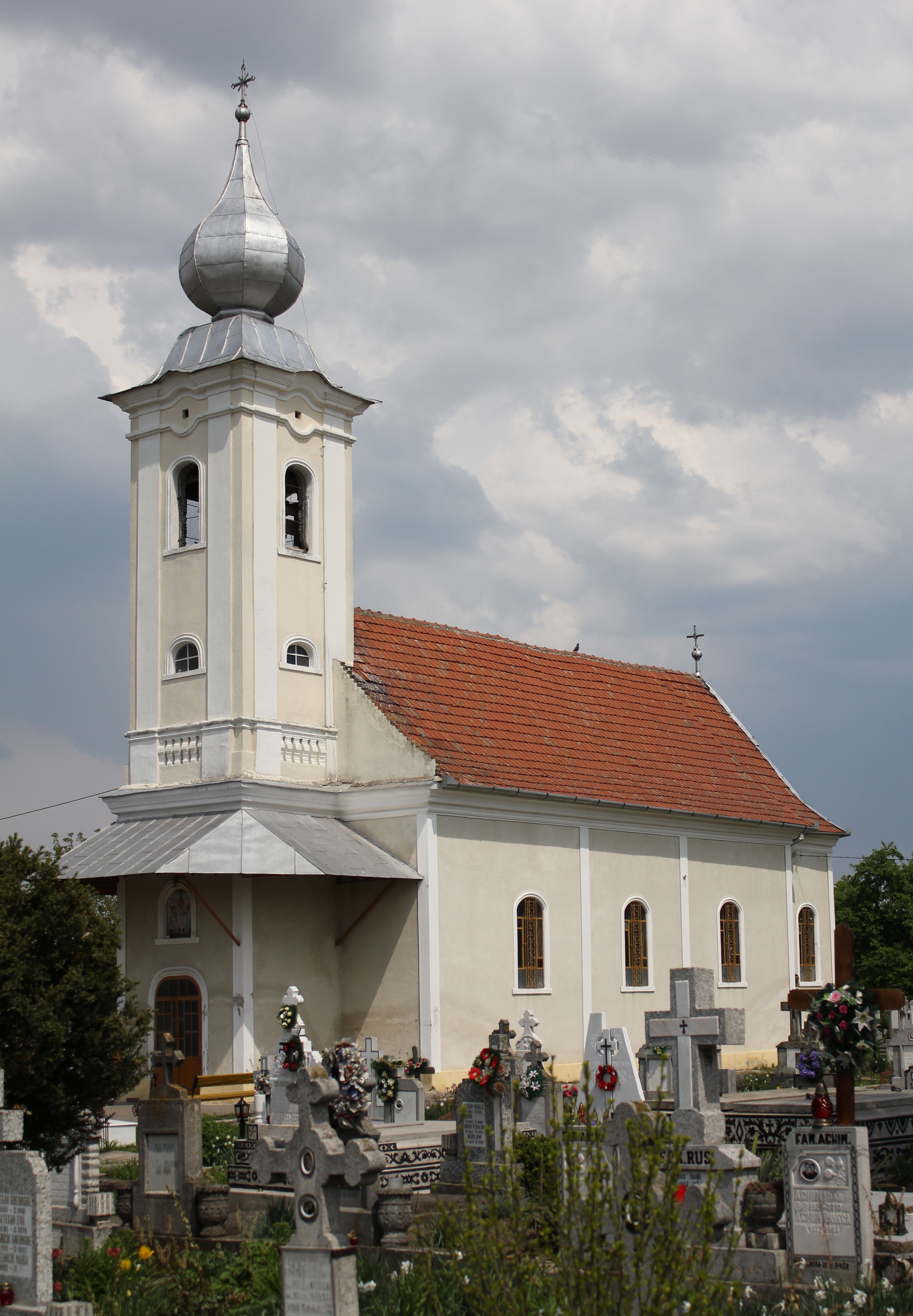
Ortodox templom

A trianoni békeszerződés előtt Alsó-Fehér vármegye Alvinci járásához tartozott.
1910-ben 637 lakosából 509 fő román, 86 magyar, 42 német volt. Ebből 44 református, 477 görögkeleti ortodox, 54 izraelita volt.
1966 és 1977 között Alsóváradja (Oarda de Jos) és Felsőváradja (Oarda de Sus) egyesült Alsóváradja (Váradja) (Oarda) néven.
A 2002-es népszámláláskor 2076 lakosa közül 2062 fő (99,3%) román, 13 (0,6%) magyar, 1 (0,1%) német volt.